# Thorigny-sur-Oreuse
 Thorigny-sur-Oreuse  es una población y comuna francesa, en la región de Borgoña, departamento de Yonne, en el distrito de Sens y cantón de Sergines.

## Demografía
| 1118 | 1039 | 963 | 1002 | 1135 | 1262 |
| Para los censos de 1962 a 1999 la población legal corresponde a la población sin duplicidades (Fuente: INSEE [Consultar]) |      |     |      |      |      |